# Johanneum Lüneburg
Das Johanneum ist das älteste und traditionsreichste der noch bestehenden Gymnasien der Hansestadt Lüneburg. Im Schuljahr 2023/24 wurden rund 1100 Schüler von 95 Lehrern unterrichtet. Schulträger ist die Hansestadt Lüneburg.

## Geschichte des Johanneums

### Gründungszeit
Die Gründung einer städtischen Schule in Lüneburg gestaltete sich anfangs schwierig. Herzog Otto hatte 1350 den Benediktinern der „Schola externa“ des Michaelisklosters ein Schulmonopol verliehen: keine andere Schule dürfe in oder außerhalb der Stadt eingerichtet werden. Der Rat erreichte mit „einem erstaunlichen diplomatischen Geschick“ dennoch sein Ziel, eine eigene Schule zu gründen. Dazu gestattete er zunächst den Prämonstratensermönchen aus Heiligenthal, ihr Kloster in die Stadt zu verlegen und dann im neuen Kloster eine „weltliche“ Schule einzurichten. Nach einem langen Rechtsstreit, in dem selbst der Papst Partei ergriff, und zwar für die Benediktiner, der Rat hingegen für die Prämonstratenser, kam es mit viel Verhandlungsgeschick des Rates am 15. September 1406 zu einer gütlichen Übereinkunft zwischen der Stadt und dem Michaeliskloster, und die Prämonstratenser konnten ihre Schule weiterführen; sie soll bis kurz vor Auflösung des Klosters (1530) bestanden haben.
So wurde die Geschichte des Heiligenthaler Gymnasiums die Vorgeschichte des Johanneums. Denn der Rat der Stadt verfolgte weitergehende Ziele: er wollte die Einrichtung einer eigenen Stadtschule, die allein ihm unterstellt war. So wurde der Tag der Einigung, der 15. September 1406, zum Ende des Schulmonopols des Klosters Michaelis und gleichzeitig die Geburtsstunde der städtischen Schule. Sie stand von Anfang an in enger Verbindung mit der St. Johanniskirche, über die die Stadt das Patronat gerade verliehen bekommen hatte. Allen Schichten der Bevölkerung sollte die „sunte Johannis schole“ (Sankt-Johannis-Schule) offenstehen; weniger bemittelte Schüler zahlten ein ermäßigtes Schulgeld, für gänzlich Unbemittelte gab es Stipendien wohlhabender Bürger.
Die Stadt hatte aus verschiedenen Gründen ein großes Interesse an einer eigenen Schule: da war zunächst die Aufgabe, den „gelehrten Nachwuchs für Verwaltung, Rechtsprechung und Gesundheitsdienst in der ständig wachsenden Stadt sicherzustellen.“ Für die Hansestadt war zweitens die Vermittlung lateinischer Sprachkenntnisse von elementarer Bedeutung – Latein war wichtige Verkehrssprache für den hansischen Kaufmann, der auch im Ausland oder mit dem Ausland Geschäfte machte.
Aber mindestens genauso wichtig war drittens, dass die Schule die Aufgabe hatte, die regelmäßigen Gottesdienste und sonstigen Feiern – insbesondere die Totenfeiern – durch den Gesang der Schüler auszugestalten – das konnte nur ein dauerhafter Chor gewährleisten, der damals allein an einer Schule ausgebildet werden konnte.
Wie wichtig diese Aufgabe war, erkennt man daran, dass in der ältesten überlieferten Schulordnung des Johanneums von 1501 außer dem Rektor nur von einer festen Lehrerstelle die Rede war: der des Succentors – später Cantor genannt. Dieser stand unmittelbar im Dienste der Kirche – insofern kann man nicht im heutigen Sinne von einer „weltlichen“ Schule sprechen. Daneben gab es nur einige Hilfslehrer, Baccalarii oder Locati genannt.
Auch erste Hinweise auf Lerninhalte und Erziehungsziele lassen sich der Schulordnung von 1501 entnehmen: Der Direktor („scholmester“) hat die Oberaufsicht; er soll darüber wachen, dass die Schüler „in guter Zucht, feiner Sitte, ernster Lehre und Lebensauffassung, dazu in Latein, in der Grammatik, Logik, Rhetorik und anderen freien Künsten fördersam unterwiesen werden … Die Lehrkräfte sollten sich brüderlicher Eintracht befleißigen, sich fein benehmen, zumal gegenüber den Schülern, gewöhnliche Kneipen, Krüge oder Stätten der Unzucht ebenso meiden wie unziemliche Spiele.“
Zu Beginn des 16. Jh. konnte der Scholmester, später Rektor genannt, noch selbst seine Lehrer (seine „Gesellen“) aussuchen und über den Unterricht und die Schulordnung selbst verfügen. Nur der Cantor stand etwa gleichberechtigt neben ihm. Der Unterricht fand zunächst im Hause des Ratsherren van der Mölen statt. 1483 bezog die Schule ein eigenes Gebäude an der Nordseite der Johanniskirche zwischen Johannisfriedhof und Papenstraße.
Das enge Verhältnis zur benachbarten Johanniskirche war vor allem ablesbar an der Pflege des Chorgesangs, mit dem die Schüler die Gottesdienste, kirchlichen Feiern und Leichenbegräbnisse ausgestalteten. Viele Schüler mussten für ihren Lebensunterhalt selbst sorgen; eine Möglichkeit war der Kirchengesang, aber auch Begräbnisse waren eine willkommene Einnahmequelle, genauso wie das Kurrendesingen in der dunklen Jahreszeit zwischen Martini (10.11.) und Mariä Lichtmess (2.2.). Der Kirchgesang wurde am Johanneum bis 1926 gepflegt.

### 16. – 18. Jahrhundert
Durch die Reformation wurde auch die Schule stark beeinflusst. Der Rat hatte sich der Einführung der neuen Lehre lange widersetzt, gab erst auf Drängen des Herzogs Ernst und der Bürgerschaft nach. Auf deren Begehren kam der schwäbische Hofprediger Urbanus Rhegius nach Lüneburg, führte die Reformation durch und erließ im Juni 1531 eine neue Kirchen- und Schulordnung. Darin formulierte er pädagogische Grundsätze, besonders für den Anfangsunterricht, und hob besonders die Rolle des Schulmeisters hervor. „Die Behandlung der Kinder soll lieblich angehen. Mit Grobheit und Zorn verleidet man ihnen die Schule, so daß sie lieber Kühe hüten möchten. Begabte Söhne armer Eltern sind aus öffentlichen Mitteln voranzubringen.“ Ganz falsch wäre es, so heißt es, Kosten sparen zu wollen und einen einfältigen Schulmeister einzustellen.
So waren denn auch herausragende Schulleiter maßgeblich daran beteiligt, dass das Johanneum im 16. Jahrhundert eine Blütezeit erlebte und bis zu 300 Schüler dort unterrichtet wurden. Hermann Tulich (latinisiert: Tullius oder Tulichius) aus Steinheim (Westfalen) vertauschte 1531 eine Professur in Wittenberg mit dem Amt des Rektors am Johanneum, das er bis zu seinem Tod 1540 ausfüllte. Später wirkte Lucas Lotze (Lossius) – zunächst als unterster Lehrer und dann als Rektor – zwischen 1532 und 1582 fünfzig Jahre am Johanneum und verfasste zahlreiche Schulbücher, die ein Bild davon zeichnen, wie in den unteren und mittleren Klassen unterrichtet wurde.
Lüneburg war in der Zeit der Reformation und in den Jahrzehnten darauf – vor allem durch seine lange Monopolstellung als Salzlieferant im nordeuropäischen Raum – eine reiche und blühende Stadt. Im letzten Drittel des 16. Jh. änderte sich das allerdings: mit dem Niedergang der Hanse – und dem Ausbleiben der Heringe um 1560 vor Falsterbo in Schonen – verlor die Stadt ihre großen Kunden im Salzhandel; Lüneburg verarmte rasch.
Zwar blieb die Stadt während des Dreißigjährigen Krieges weitgehend von Zerstörungen verschont, aber weil durch den Krieg und die veränderten politischen Verhältnisse der Handel sich verlagerte, musste Lüneburg weitere wirtschaftliche Einbußen hinnehmen und verlor 1635 auch ihre politische Freiheit. Lüneburg war jetzt nur noch eine „unbedeutende, mühsam um ihre Existenz ringende, unfreie Landstadt.“
Das wirkte sich verheerend auch auf das Schulwesen aus. Für arme Schüler fehlten nun ganz Hospitia, und der gewohnte Zuzug von Schülern aus weiterer Ferne wegen des guten Rufes des Johanneums hatte so gut wie ganz aufgehört; die wenigen noch verbliebenen wohlhabenden Familien der Stadt ließen ihre Söhne im Hause unterrichten. Die Schülerzahl sank auf 200 ab, am Ende des Siebenjährigen Krieges waren es nur noch 49. 1758 musste das Schulhaus geräumt werden und diente als Gefangenenlager. Schule und Schüler gaben ein trostloses Bild ab.
„Geradezu erschütternd und fast unglaublich ist, was alte Akten und Chroniken über die innere Ordnung der Schule und die sittliche Haltung der Schüler berichten. … Geradezu unglaubliche Klagen werden geführt über das Verhalten der Schüler im Unterricht, soweit sie ihn überhaupt besuchen. Sie tun das nach Belieben. Bis zu hundertmal im Jahr, so heißt es 1686, schwänzen einige Schüler die Schule. 30 bis 60mal sei der Durchschnitt. … Das Betrüblichste dabei ist die Hilflosigkeit von Rektor und Lehrern.“

### 19. und Beginn des 20. Jahrhunderts
Zu Beginn des 19. Jahrhunderts wurde das Schulgebäude wiederum zweckentfremdet: nach Einzug der napoleonischen Truppen am 27. Juni 1803 wurde es zunächst zum Militärhospital, dann französische Freimaurerloge, und während der Befreiungskriege wurde es bis 1814 als Lazarett genutzt. Der Unterricht fand während dieser Zeit in den Dienstwohnungen der Lehrer statt.
Danach ging es mit dem Johanneum langsam wieder aufwärts; die Schule wuchs auch wieder, seit 1819 die Michaelisschule aufgelöst worden war. Das Johanneum bekam 1828/29 nördlich der St. Johanniskirche ein neues Schulgebäude, in dem heute die Johannes-Rabeler-Schule untergebracht ist. Der Altbau hatte zu sehr unter seiner Zweckentfremdung Anfang des Jahrhunderts gelitten und genügte den räumlichen Anforderungen nicht mehr. Die Direktoren Johann Friedrich Wagner (Rektor 1794–1832) und vor allem Karl Haage der Ältere (1832–1842) reformierten den Unterricht nach Inhalten und Methoden. Unterrichtsschwerpunkte waren aber weiterhin die alten Sprachen. Die Inschrift doctrinae, virtuti, humanitati, die seit 1829 über dem Portal der Schule stand, war Haages Motto. 1830 fand die erste Reifeprüfung mit drei Abiturienten statt, darunter der spätere Bürgermeister Lüneburgs, G. F. W. Barckhausen.
1834 richtete der Nachfolger der Haages, Wilhelm Volger, in der bisherigen Dienstwohnung der Direktoren im ersten Stock des Kalandgebäudes zwei Realschulklassen ein, in denen Mathematik und Naturwissenschaften stärker berücksichtigt wurden. Die Schule, aus der das spätere Realgymnasium am Johanneum hervorging, entwickelte sich schnell. 1860 wurde das humanistische Gymnasium von 258, das Realgymnasium von 140 Schülern besucht. 1868 hatte sich dieser Realschulzweig zu einem Realgymnasium entwickelt, und man nahm 1870 sechs Prüflingen die Reifeprüfung ab.
Aus dem Wachstum der Schule ergab sich die Notwendigkeit, einen größeren Neubau zu errichten. Im Januar 1869 begannen die Bauarbeiten auf dem eingeebneten Roten Wall, 1872 konnte das neue Gebäude (heute: Oberschule am Wasserturm) bezogen werden. 1875 fand unter dem Lehrer Wilhelm Görges eines der ersten Spiele nach Fußballregeln innerhalb Deutschlands statt. Unter dem Direktor August Nebe wurde dem Johanneum 1904 ein pädagogisches Seminar zur praktischen Ausbildung von Kandidaten für das Lehramt an höheren Schulen angegliedert.
Im September 1906 wurde die 500-Jahr-Feier der Gründung des Johanneums glanzvoll begangen; die Feierlichkeiten erstreckten sich über drei Tage. Dazu gehörten unter anderem ein Festgottesdienst, ein Empfang im Rathaus, Turnspiele und ein Fackelzug. 1912/13 wurde die Raumnot durch Anbau der Flügel an Nord- und Südseite des Gebäudes am Roten Wall beseitigt. Statt der 60-Minuten-Stunde wurde die 45-Minuten-Stunde eingeführt und der bisherige Nachmittagsunterricht 1909/10 abgeschafft.

### 20. Jahrhundert

#### Erster Weltkrieg und Weimarer Republik
Als der Erste Weltkrieg ausbrach, meldeten sich 13 Lehrer und 65 Oberprimaner als Kriegsfreiwillige, so dass beide Klassen der Oberprima sich auflösten. Der Unterricht der anderen Klassen lief weiter, weil pensionierte Lehrer reaktiviert wurden. (Reinecke II, 569) Mehrfach fiel der Unterricht wegen des Mangels an Kohle aus, und seit 1917 wurde das Gebäude vom Lyzeum mitbenutzt. Schwierigkeiten gab es bei der Beschaffung von Unterrichtsmaterial, und der schlechte Gesundheitszustand der Schüler bereitete Sorgen. Im ersten Kriegsjahr 1914 fielen 78 Schüler und Lehrer des Johanneums; die Gedenktafeln mit den Namen der Gefallenen befinden sich in der Aula, heute Teil der Oberschule am Wasserturm. Insgesamt kamen 305 ehemalige Schüler und drei Lehrer im Krieg ums Leben.
Als der Arbeiter- und Soldatenrat im November 1918 dazu aufrief, auch Schülerräte zu bilden, folgten die Kandidaten des Lehrerseminars dem Aufruf, die Johanniter lehnten dies ab. „Man habe nicht den Eindruck, daß in Lüneburg bisher ein Geist der Unfreiheit und der toten Unterordnung geherrscht“ habe, ließ man verlauten. Der Direktor des Johanneums lehnte die beabsichtigte Einführung einer allgemeinen Grundschule und die damit verbundene Abschaffung der „Vorschule“ für Schüler ab, die anschließend auf ein Gymnasium übergehen wollten. Er konnte sich öffentlich gegen die vermeintliche „Zwangseinheitsschule“ aussprechen, ohne dass er dafür gemaßregelt wurde.
Die 1920er Jahre brachten für die Schule viele Neuerungen. Auch wenn der Direktor dagegen war, wurde aufgrund der Einführung der vierjährigen Grundschule 1920 die Vorschule am Johanneum abgeschafft. Weitere Neuerungen für eine jugendgemäßere Erziehung im Sinne der preußischen Schulreform von 1924 waren etwa die Beseitigung der erhöhten Katheder in den Klassenzimmern, die Einrichtung eines monatlichen Wandertages und der mehrtägigen Klassenfahrten, das Ausrichten eines jährlichen Schulfestes mit sportlichen Wettkämpfen, Waldbühnentheaterspiel, Kaffeetafel und abendlichem Fackelzug von der Roten Schleuse zurück in die Stadt, die Gründung von mehreren Schülervereinen, welche die selbstverantwortliche Tätigkeit der Schüler auf unterschiedlichen Gebieten fördern sollte, wie auch die Möglichkeit für die Oberklassen, einen Schülerausschuss zu bilden. Musik- und Kunstunterricht wurden nunmehr in allen Klassenstufen unterrichtet.
Als Gesamtorganisation blieb das Johanneum unverändert: Gymnasium und Realgymnasium mit einer gemeinsamen Unterstufe. Erste Fremdsprache war Latein, die zweite Englisch und die dritte für das Gymnasium Griechisch, für das Realgymnasium Französisch. Ein Höhepunkt für das Johanneum war das Jahr 1929. Es wurde durch das preußische Ministerium für Kunst, Wissenschaft und Volksbildung unter die „besonders bedeutungsvollen Anstalten“ des Landes Preußen aufgenommen. Die Stadt Lüneburg unterstützte „ihre“ Schule während dieser Zeit durch neues Mobiliar, ersetzte die Gasbeleuchtung durch elektrisches Licht und ließ den Physikraum für praktische Übungen umbauen.

#### Nationalsozialismus und Zweiter Weltkrieg
Die auf mehr Demokratie in der Schule und mehr Eigentätigkeit und -verantwortung der Schüler abzielende Schulorganisation der Weimarer Republik konnte sich in den wenigen Jahren bis 1933 nicht voll entfalten. Nach 1933 brachten der Nationalsozialismus und der Zweite Weltkrieg andere Ideen und Leitbilder. Schulfremde Einflüsse hatten Einfluss auf den Schulalltag und den Unterricht – so die Abschaffung des Unterrichts am Sonnabend zugunsten von „Diensten“ in der Hitlerjugend, die Abschaffung der Schülervereine und der Schülermützen, zahlreiche Wandertage und Fahrten zu Lasten des Fachunterrichts, die Streichung des 13. Schuljahres sowie die zunehmende Geringschätzung des humanistischen Gymnasiums, also des altsprachlichen Zweigs. Die Eingriffe in ihrer Gesamtheit ließen das Niveau des Unterrichtes und den Wert des Abiturs immer mehr absinken, was der Direktor dieser Zeit, Gade, auch erkannte und freimütig zugab.
Nach dem Krieg erschwerten der eklatante Mangel an Unterrichtsräumen, das Fehlen geeigneter Lehrbücher und vor allem der zunächst herrschende Lehrermangel die Wiederherstellung eines zufriedenstellenden Unterrichts. Neun von 25 bis Ende 1944 am Johanneum festangestellten Lehrern wurden von der britischen Militärregierung nicht wieder zum Unterricht zugelassen; sieben davon wurden im Rahmen der Entnazifizierung vorläufig aus dem Dienst entlassen.

#### Nach dem Zweiten Weltkrieg: Zwischen Tradition und Veränderung
Auch nach dem Zweiten Weltkrieg blieb das Johanneum eine reine Jungenschule, in der viele überkommene Riten gepflegt wurden. So wurden die Schüler zunächst weiter mit ihrem Nachnamen angeredet, und sie standen auf, wenn der Lehrer die Klasse betrat. Auch bei jeder Antwort, die sie gaben, mussten sie aufstehen. Die weiteren Jahrzehnte brachten einen allmählichen „Wandel vom autoritären, an obrigkeitlichen Strukturen sich orientierendem Denken zum freiheitlichen, partnerschaftlichen, kritischen.“
Diese Entwicklung verlief aber nicht ohne Verwerfungen. So schwappte ein Teil des radikaldemokratisch-revolutionären Denkens und der Protestformen der Studentenbewegung der 1960er Jahre auch ins beschauliche Lüneburg und tangierte eine kurze Zeitlang auch das Johanneum. Anlass war, dass die Abiturienten des Jahrgangs 1969 für die Schülerrede einen Schüler gewählt hatten, der dem Sozialistischen Schülerbund (SSB) angehörte, der in engem Kontakt stand zum Sozialistischen Deutschen Studentenbund (SDS). Die Wahl dieses Schülers zum Redner wurde von der Schulleitung abgelehnt, und im Anschluss versuchte die Schülermitverwaltung (SMV) in einer Neuwahl einen Kompromisskandidaten zu finden. Es nahm an diese Wahl nur etwa die Hälfte der Abiturienten teil, und gewählt wurde mit einer Stimme Mehrheit erneut der abgelehnte Schüler. Der Schulleiter akzeptierte diese Wahl nicht; es sollte nun gar keine Schülerrede geben. SSB und SDS reagierten mit einer Fülle von Flugblättern mit harscher Kritik an und Diffamierungen des Schulleiters. Die Vorderfront des Johanneums wurde immer wieder mit Parolen beschmiert, ohne dass die Täter ermittelt werden konnten. Zwei Schüler, die man beim Verteilen von Flugblättern erwischt hatte, sollten von der Schule verwiesen werden; allerdings mussten die Verweise nach dem Einspruch des Dezernenten zurückgenommen werden. Die Lüneburger Landeszeitung berichtete über „eine gezielte, mit Störungen des Lehrbetriebs, Vertrauensschwund und Nervenkrieg gegen Lehrer und Mitschüler verbundene ‚Verunsicherung‘“. Am Ende hatte der Schulleiter nicht mehr die Kraft, sein Amt auszuüben, und beantragte seine Pensionierung.
Die Umwandlung der traditionsgemäß reinen Jungenschule (Mädchen wurden nur ganz vereinzelt aus besonderem Anlass mitunterrichtet, weibliche Lehrkräfte gab es nur als Nothelfer in der Kriegszeit) in eine Koedukationsschule erfolgte im Schuljahr 1971/72; seitdem besuchen auch Mädchen das Johanneum. Eine weitere einschneidende Maßnahme war im Jahre 1980 die Einführung der umstrittenen schulformübergreifenden Orientierungsstufe, die jeder weiterführenden Schule die unteren beiden Klassenstufen abnahm. Erst 2004 bekam das Johanneum nach der landesweiten Abschaffung der Orientierungsstufe die 5. und 6. Klassen zurück, allerdings wegen mangelnder Raumkapazitäten zunächst in einer Außenstelle. 1998 wurde das Johanneum als EXPO-Schule zertifiziert und nahm 2000 mit dem Thema „Die Natur als Erfindung des Menschen“ an der Weltausstellung in Hannover teil.

## Gebäude

### Geschichte
Bis ins 19. Jahrhundert wurde in verschiedenen Gebäuden unterrichtet. Erst 1828/1829 wurde ein eigenes Schulhaus nördlich der St.-Johanniskirche bezogen (die heutige Johannes-Rabeler-Schule) und 1872 ein Neubau am Roten Wall (seit 1978 Hauptschule Stadtmitte, seit 2014 Oberschule am Wasserturm). Seit 1978 ist das Johanneum in einem modernen Gebäude „am Schierbrunnen“ in der Theodor-Heuss-Straße untergebracht.

Das Johanneum 1581
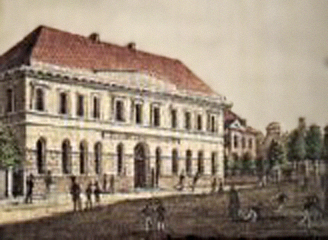
Das Johanneum bei der St.-Johannis-Kirche, erbaut 1829 (heute Johannes-Rabeler-Schule)
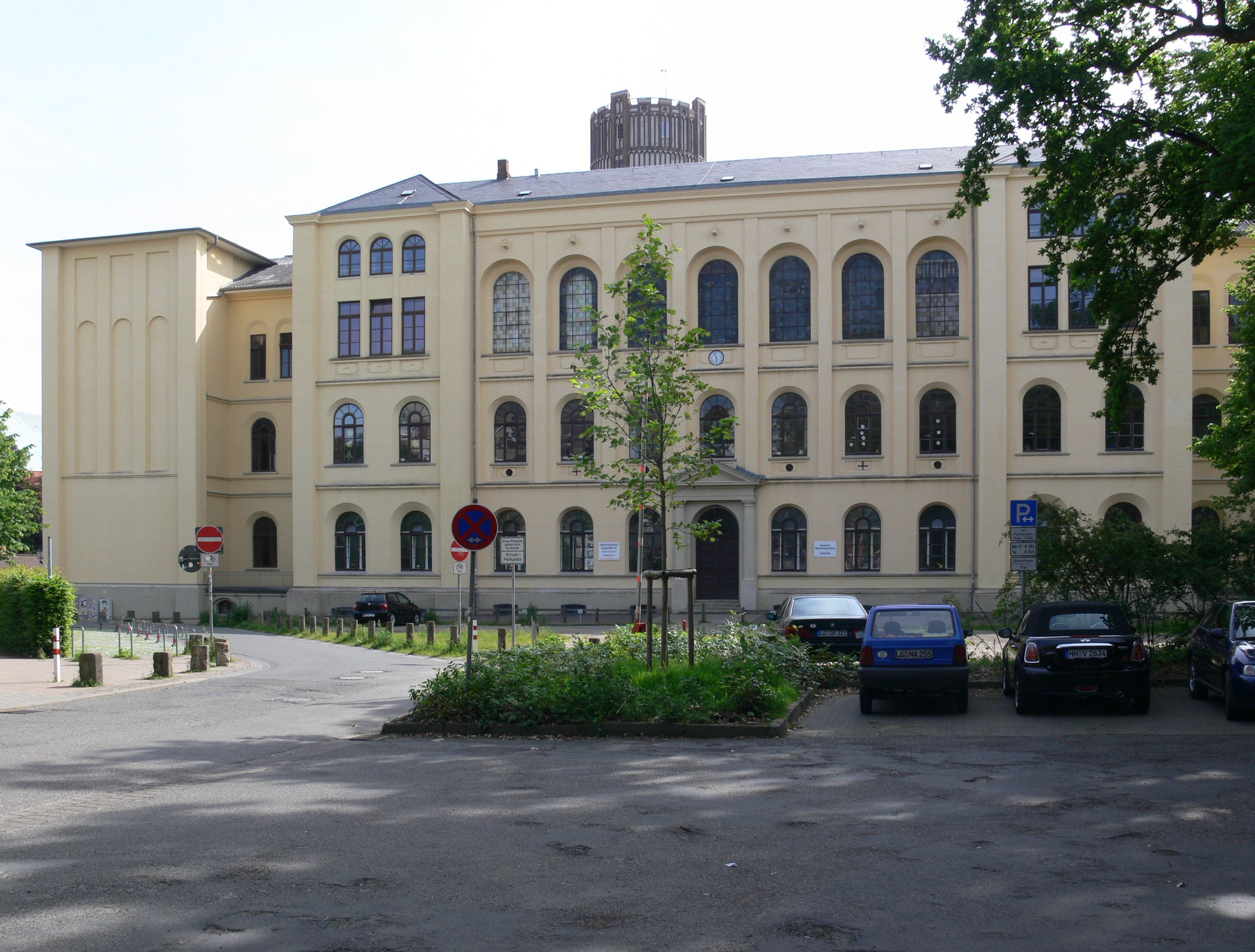
Das Johanneum am Roten Wall, erbaut 1872 (ab 1978 Hauptschule Stadtmitte, seit 2014 Oberschule am Wasserturm)
Fußballspieler des Johanneums, 1894

### Heute
Der Unterricht für die Schüler der Jahrgangsstufen 8–13 findet im Hauptgebäude statt; die Schüler der Jahrgangsstufen 5–7 sind im Neubau neben dem Hauptgebäude untergebracht, der im August 2017 fertiggestellt wurde. Seit dem Jahr 2016 sind alle Klassenräume des Hauptgebäudes mit interaktiven digitalen Tafeln ausgestattet. Die Klassenräume des Neubaus folgten im Oktober 2017. Um das Raumangebot auf die durchgehende Sechszügigkeit auszuweiten, laufen derzeit die Planungen für ein weiteres Gebäude. Als Zwischenlösung wurden Container aufgestellt, in denen für gewöhnlich insbesondere der 11. Jahrgang und die Oberstufe unterrichtet wird. 

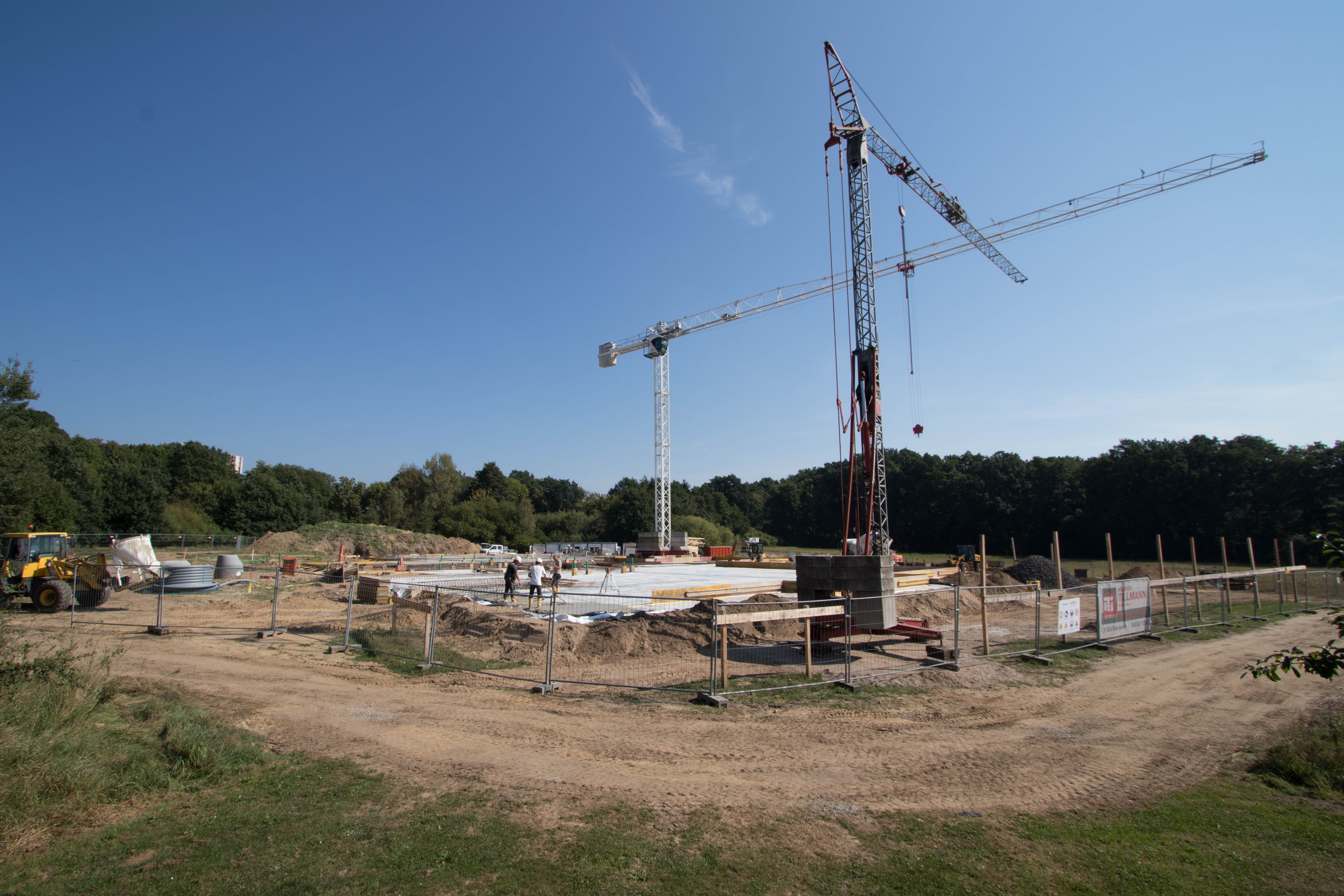
Baustelle des Neubaus für die Klassen 5–7, September 2016
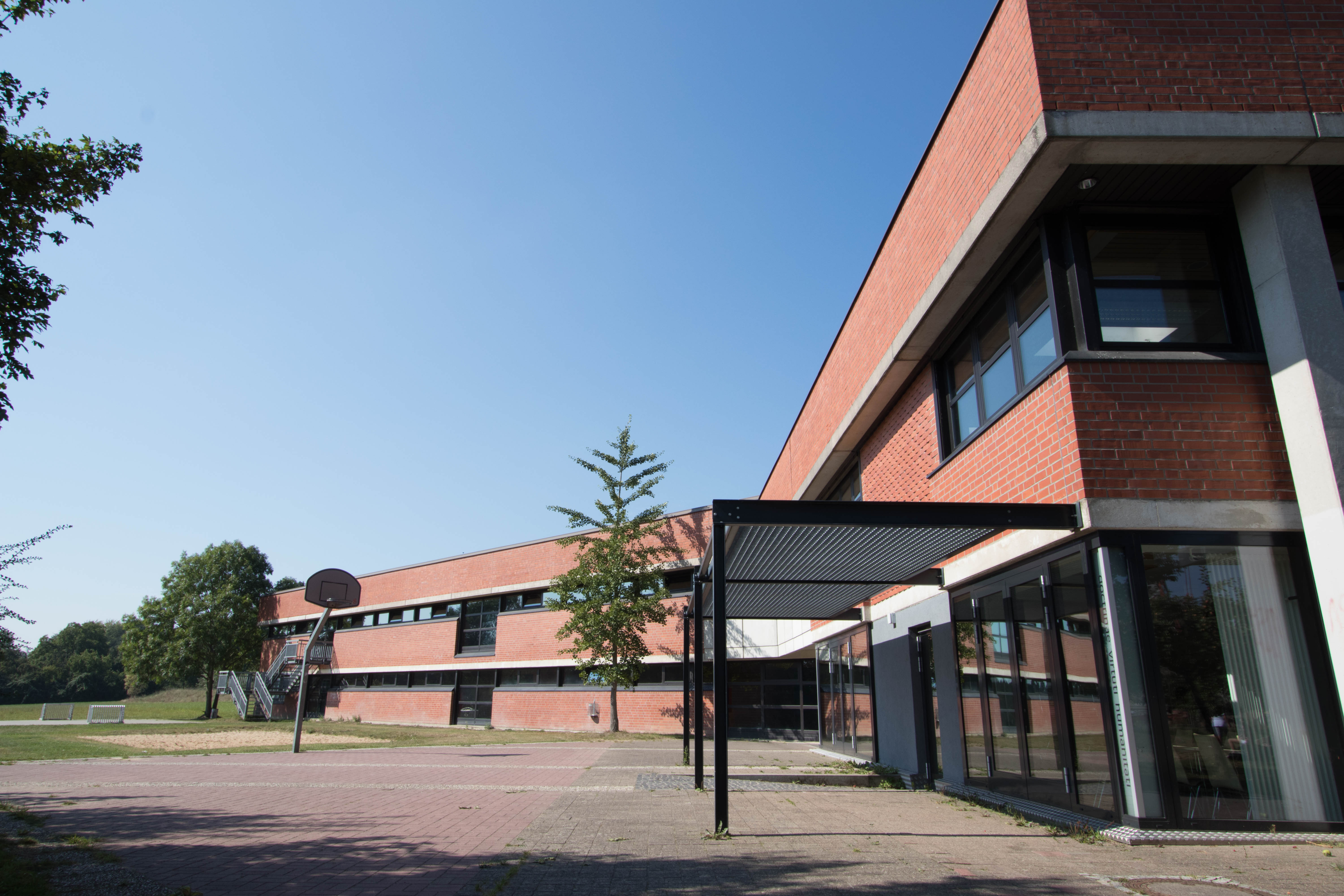
Mensa und Sporthalle
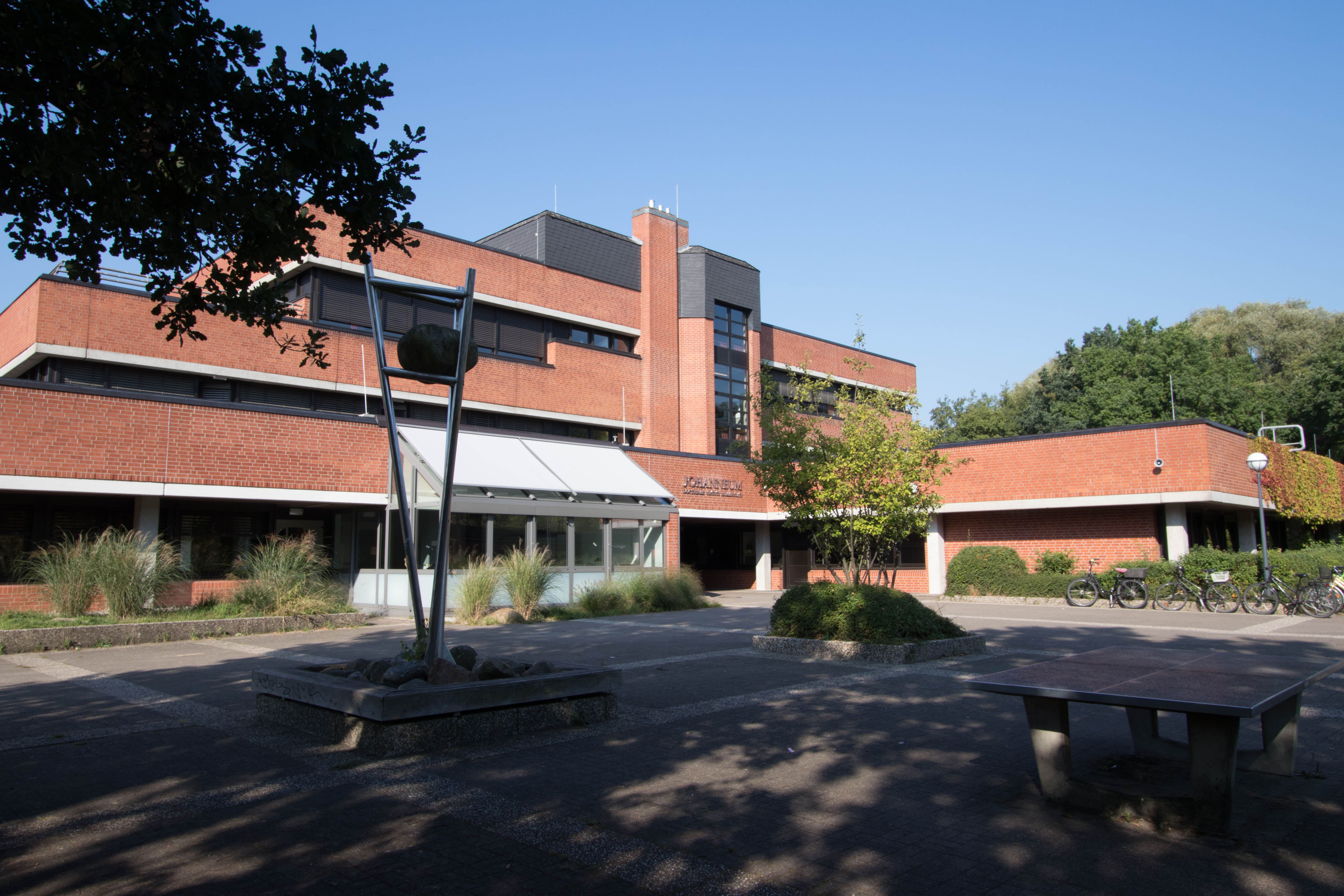
Haupteingang von Südosten aus gesehen

## Bildungsangebot

### Zweisprachiger Unterricht auf Englisch
Um der wachsenden Bedeutung der englischen Sprache Rechnung zu tragen, können die Schüler des Johanneums wahlweise Unterricht in den Fächern Geschichte (ab Klasse 7) und Biologie (ab Klasse 8) in englischer Sprache erhalten (bilingualer Zweig). Die große Resonanz zeugt vom Erfolg dieses Konzepts.

### Naturwissenschaften
Der naturwissenschaftliche Unterricht beginnt mit Biologie und Physik ab Klasse 5 und Chemie ab Klasse 6 und findet kontinuierlich bis zur Oberstufe statt, wo in allen drei Naturwissenschaften stets Kurse auf grundlegendem sowie auf erhöhtem Niveau angeboten werden. Das Angebot wird ergänzt durch die Arbeitsgemeinschaften Jugend forscht und Schüler experimentieren (Klassen 7–12), Naturphänomene entdecken (Klassen 5–6), Lego-Roboter (Klassen 5–12) und Klimaschutz und Nachhaltigkeit (Klassen 7–12) sowie Astronomie (Klassen 7–12). Im Wettbewerb Jugend forscht stellt das Johanneum regelmäßig die meisten Teilnehmer aller Schulen des nordöstlichen Niedersachsens und wurde in den Jahren 2010, 2016 und 2019 mit einem Schulpreis ausgezeichnet.

### Informationstechnische Grundbildung und Informatik
Die schulische Konzeption zur IT-Grundbildung (ITG) beginnt in Jahrgang 6. Das Fach Informatik wird ab Jahrgang 10 als Wahlfach angeboten; in der Oberstufe kann Informatik als Leistungskurs (Kurs auf erhöhtem Niveau) belegt und als Abiturprüfungsfach gewählt werden.

### Neusprachlicher Unterricht
Neben Englisch als verpflichtender erster Fremdsprache können die Schüler Französisch oder Spanisch ab Klasse 6 als zweite Fremdsprache wählen.

### Altsprachlicher Unterricht
Mehr als 600 Jahre nach der Schulgründung hat der altsprachliche Unterricht noch immer seinen festen Platz in der Stundentafel. Latein kann als zweite Fremdsprache bereits ab Klasse 5 belegt werden; das kleine Latinum kann als Abschluss bzw. Zusatzqualifikation nach Klasse 9, das Latinum nach Klasse 10 und das große Latinum nach Klasse 12 erworben werden.
Daneben ist das Johanneum eines der wenigen Gymnasien in Niedersachsen, die auch Griechischunterricht anbieten. Griechisch kann als dritte Fremdsprache ab dem zweiten Halbjahr der siebten Klasse oder ab Klasse 8 gewählt werden. Bis einschließlich Jahrgangsstufe 10 wird das Fach mit drei Wochenstunden unterrichtet und führt in Klasse 11 zum Erwerb des Graecums; es kann als Abiturprüfungsfach gewählt werden.

### Abitur
Die Abiturienten des Johanneums erreichen regelmäßig die besten Ergebnisse aller Gymnasien im Landkreis, so zum Beispiel im Jahr 2016 mit einer Durchschnittsnote von 2,39 und im Jahr 2018 mit einer Durchschnittsnote von 2,44.

## Partnerschulen
Das Johanneum unterhält Schulpartnerschaften und Schüleraustausche mit folgenden Schulen:
- Lycée Jacques Monod in Clamart, Frankreich[35]
- Sprachlyzeum No. 22 Alexander Pushkin in Ischewsk, Russland (seit 1998)
- Liceum Frederic Chopin in Krakau, Polen (seit 1995)
- Mount View High School in Thorndike, USA (seit 2015)
- Naruto High School in Naruto, Japan
- Institut Públic Vilatzara in Vilassar de Mar, Spanien (seit 2019)

## Bekannte Schüler und Lehrer
Eine Übersicht über bekannte Schüler und Lehrer gibt die Liste bekannter Persönlichkeiten des Johanneums Lüneburg.